# Traudl Hecher
Waltraud J. Hecher detta Traudl (Schwaz, 28 settembre 1943 – Schwaz, 10 gennaio 2023) è stata una sciatrice alpina austriaca, vincitrice di due medaglie olimpiche e iridate e di numerose classiche dello sci alpino.

## Biografia

### Stagioni 1959-1961

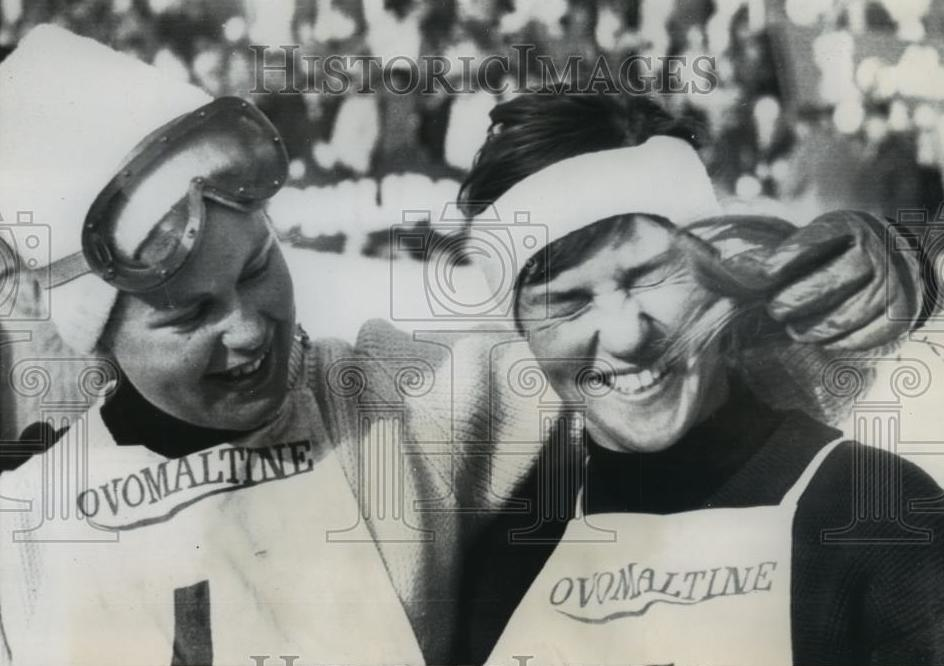
Traudl Hecher (a destra) con Penelope Pitou a Kitzbühel nel 1960

Sciatrice polivalente, la Hecher debuttò in campo internazionale in occasione del trofeo dell'Hahnenkamm 1959 (Kitzbühel, 16-17 gennaio), classificandosi 40ª nella discesa libera, e nel medesimo trofeo l'anno successivo vinse sia la discesa libera sia la combinata (Kitzbühel, 15-17 gennaio); nel prosieguo di quella stagione agli VIII Giochi olimpici invernali di Squaw Valley 1960 (19-27 febbraio, sua prima presenza olimpica valida anche come Mondiali 1960) conquistò la medaglia di bronzo nella discesa libera, si piazzò 25ª nello slalom gigante e non completò lo slalom speciale. Vinse quindi lo slalom speciale della Harriman Cup (Sun Valley, 5-6 marzo) e le discese libere degli International American Championships (Stowe, 11-13 marzo) e del trofeo Arlberg-Kandahar (Sestriere, 1-3 aprile).
Nella stagione 1960-1961 s'impose nella discesa libera e nella combinata del Critérium de la première neige (Val-d'Isère, 16-18 dicembre), nella discesa libera, nello slalom speciale e nella combinata dell'Hahnenkamm (Kitzbühel, 20-21 gennaio), nella discesa libera, nello slalom speciale e nella combinata del Grand Prix Feminine (Saint-Gervais-les-Bains, 26-28 gennaio), nella discesa libera, nello slalom speciale e nella combinata di San Martino di Castrozza (11-12 febbraio), nella discesa libera dell'Arlberg-Kandahar (Mürren, 10-12 marzo), nello slalom gigante del Grand Prix du Maurienne (La Toussuire, 18-19 marzo), nello slalom speciale del Grand Prix du Savoie (Méribel, 22-23 marzo), in tutti e tre gli slalom giganti delle Drei-Gipfel-Rennen (Arosa, 25-26 marzo) e nel primo slalom gigante delle Gurgl-Rennen (Obergurgl, 22-23 aprile).

### Stagioni 1962-1964

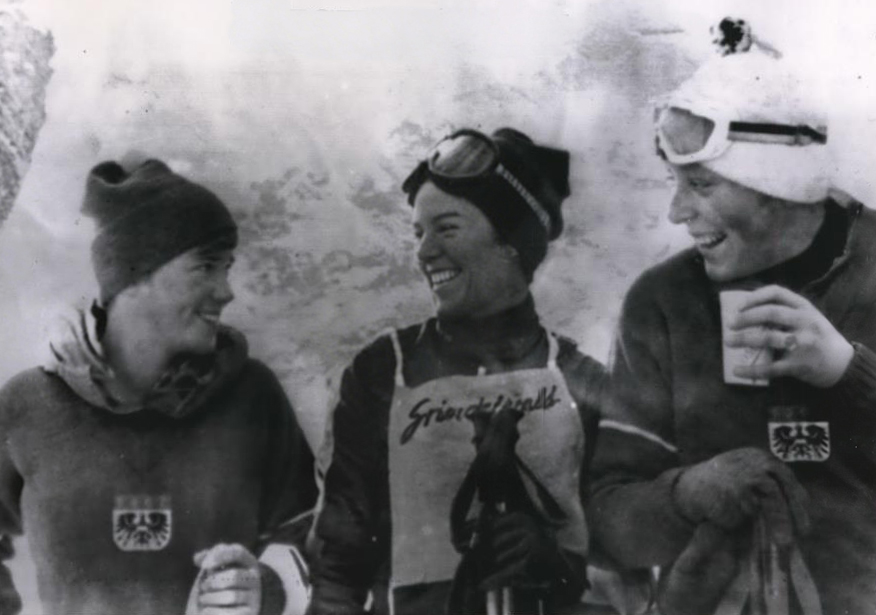
Il podio dello slalom gigante delle SDS-Rennen 1962 (Grindelwald, 10 gennaio): Traudl Hecher (3ª, a sinistra), con Linda Meyers (1ª, al centro) e Christl Haas (2ª, a destra)

Nella stagione 1961-1962 vinse la discesa libera delle SDS-Rennen (Grindelwald, 9-12 gennaio), lo slalom gigante delle Silberkrugrennen (Badgastein, 17-19 gennaio) e partecipò ai Mondiali di Chamonix (10-18 febbraio), dove fu 8ª nella discesa libera, 9ª nello slalom gigante, 12ª nello slalom speciale e 6ª nella combinata; nel prosieguo della stagione vinse la discesa libera e la combinata dell'Arlberg-Kandahar (Sestriere, 9-11 marzo), mentre in quella successiva si aggiudicò la discesa libera delle Goldschlüsselrennen (Schruns, 14-17 gennaio 1963), lo slalom speciale e la combinata dell'Arlberg-Kandahar (Chamonix, 8-10 marzo) e lo slalom gigante dell'Holmenkollen-Kandahar (Holmenkollen, 14-15 marzo) prima di infortunarsi durante lo slalom speciale dell'Otto Furrer Memorial (Zermatt, 15-17 marzo).
Tornata alle gare nel gennaio dell'anno seguente, ai IX Giochi olimpici invernali di Innsbruck 1964 (29 gennaio-9 febbraio, validi anche come Mondiali 1964), sua ultima presenza olimpica, vinse nuovamente la medaglia di bronzo nella discesa libera, si classificò 8ª nello slalom gigante e non completò lo slalom speciale; poco dopo un nuovo infortunio occorsole durante il trofeo Arlberg-Kandahar (Garmisch-Partenkirchen, 14-16 febbraio) determinò la fine anticipata anche di quella stagione.

### Stagioni 1965-1967
Tornata alle gare nel gennaio 1965, conquistò la discesa libera, lo slalom gigante e lo slalom speciale della Coppa dei Paesi alpini (Davos, 9-15 febbraio) e la discesa libera del Bud Werner Memorial (Vail, 12-15 marzo); nella stagione successiva vinse la discesa libera e la combinata delle Silberkrugrennen (Badgastein, 19-20 gennaio 1966), il secondo slalom speciale del trofeo Zlata lisica (Maribor, 22-23 gennaio) e lo slalom gigante del trofeo Soreghina (Cavalese, 5-6 febbraio). Ai Mondiali di Portillo 1966 (5-14 agosto), sua ultima presenza iridata, si classificò 16ª nella discesa libera e 13ª nello slalom speciale.
Chiuse la carriera prendendo parte alla prima stagione della Coppa del Mondo: ottenne il 6º posto nella gara inaugurale del circuito femminile, lo slalom speciale di Oberstaufen del 7 gennaio 1967, e in seguitò salì due volte sul podio, con due terzi posti: il 1º febbraio a Monte Bondone in slalom speciale e il 26 marzo a Jackson Hole in slalom gigante, suo ultimo piazzamento nel massimo circuito internazionale nel quale prese per l'ultima volta il via il giorno successivo nella medesima località in slalom speciale, senza completare quella che sarebbe rimasta la sua ultima gara in carriera.
Fu la madre di Elisabeth e Stephan Görgl, a loro volta sciatori della nazionale austriaca.

## Palmarès

### Olimpiadi
- 2 medaglie, entrambe valide anche ai fini dei Mondiali:
  - 2 bronzi (discesa libera a Squaw Valley 1960; discesa libera a Innsbruck 1964)

### Classiche
Arlberg-Kandahar
- 6 vittorie (discesa libera a Sestriere 1960; discesa libera a Mürren 1961; discesa libera, combinata a Sestriere 1962; slalom speciale, combinata a Chamonix 1963)

Bud Werner Memorial
- 1 vittoria (discesa libera a Vail 1965)

Critérium de la première neige
- 2 vittorie (discesa libera, combinata a Val-d'Isère 1960)

Goldschlüsselrennen
- 1 vittoria (discesa libera a Schruns 1963)

Grand Prix Feminine
- 3 vittorie (discesa libera, slalom speciale, combinata a Saint-Gervais-les-Bains 1961)

Hahnenkamm
- 5 vittorie (discesa libera, combinata a Kitzbühel 1960; discesa libera, slalom speciale, combinata a Kitzbühel 1961)

Harriman Cup
- 1 vittoria (slalom speciale a Sun Valley 1960)

Holmenkollen-Kandahar
- 1 vittoria (slalom gigante a Holmenkollen 1963)

SDS-Rennen
- 1 vittoria (discesa libera a Grindelwald 1962)

Silberkrugrennen
- 3 vittorie (slalom gigante a Badgastein 1962; discesa libera, combinata a Badgastein 1966)

Zlata lisica
- 1 vittoria (slalom speciale a Maribor 1966)

### Coppa del Mondo
- Miglior piazzamento in classifica generale: 7ª nel 1967
- 2 podi:
  - 2 terzi posti

### Campionati austriaci
- 15 medaglie[1][senza fonte]:
  - 10 ori (slalom speciale, combinata nel 1960; slalom speciale, combinata nel 1961; slalom speciale, combinata nel 1962; slalom gigante, combinata nel 1963; discesa libera nel 1965; discesa libera nel 1967)[4]
  - 4 argenti (slalom gigante nel 1962; discesa libera, slalom speciale nel 1963; combinata nel 1967)
  - 1 bronzo (slalom gigante nel 1960)

### Campionati austriaci juniores
- 5 medaglie[1][senza fonte]:
  - 1 argento (slalom gigante nel 1958)
  - 4 bronzi (combinata nel 1958; discesa libera, slalom speciale, combinata nel 1959)